# Molí del Cardenal
El Molí del Cardenal és una obra de Vespella de Gaià (Tarragonès) inclosa a l'Inventari del Patrimoni Arquitectònic de Catalunya.

## Descripció
Enderroc del molí, tot tapat de vegetació i, per tant, molt difícil de localitzar. Es troba un km més avall de la deu que abasteix Salomó i un centenar de metres després de trobar el Mas Cardenal. Més avall s'inicia l'embassament del Gaià.